# Mortimer Agardh
John Mortimer Agardh, född 22 februari 1812 i Båstads församling, Kristianstads län, död 5 september 1862 i Lunds stadsförsamling, Malmöhus län, var en svensk astronom.

## Biografi
Agardh uppfostrades av sin farbror Carl Adolph Agardh och tog år 1832 filosofiska graden vid Lunds universitet, utnämndes år 1835 till docent i aritmetik och år 1841 till astronomie observator samt blev år 1846 professor i astronomi. I denna egenskap deltog han jämte Nils Haqvin Selander och Carl Johan Alfred Skogman i de av regeringen påbjudna höjdmätningarna från kusten av Norra ishavet över fjällen till Haparanda och Torneå. Detta var en etapp av den rysk-skandinaviska gradmätningen mellan Norra ishavet och Svarta havet (Struves meridianbåge). Tillsammans med Selander gjorde han en astronomisk ortsbestämning för denna etapp och utförde beräkningarna över observationerna.
Agardh var rektor för Lunds universitet åren 1855-1856. Han var även riksdagsledamot i prästeståndet som ombud för Lunds universitet vid ståndsriksdagarna 1847/48 (från 15 maj 1848), 1850/51, 1853/54, 1856/58 och 1859/60. Agardh ägde grundlig lärdom, men hindrades av offentliga uppdrag från mer omfattande författarverksamhet..